# Euryglossina grandigena
Euryglossina grandigena är en biart som beskrevs av Exley 1968. Euryglossina grandigena ingår i släktet Euryglossina och familjen korttungebin. Inga underarter finns listade i Catalogue of Life.

## Bildgalleri

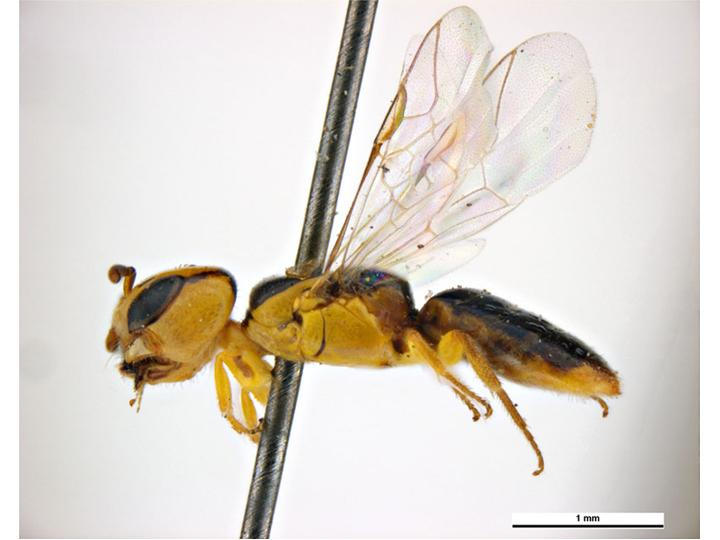